# Sàtir (explorador)
Sàtir (en llatí Satyrus, en grec antic Σάτυρος) fou un oficial egipci.
Ptolemeu II Filadelf el va enrolar a una expedició que pretenia explorar les costes occidentals de la mar Roja. En aquesta expedició Sàtir va fundar la ciutat de Filotera (Philotera), que és mencionada per Estrabó.